# Daniel Ortega
José Daniel Ortega Saavedra (La Libertad, Chontales, 11 de noviembre de 1945) es un exguerrillero y político nicaragüense, actual copresidente de la República de Nicaragua desde el 10 de enero de 2007, cargo que comparte desde 2025 junto a su esposa Rosario Murillo. Es el secretario general del Frente Sandinista de Liberación Nacional (FSLN) desde 1991. Anteriormente gobernó la nación entre 1985 y 1990, y fungió como coordinador de la Junta de Gobierno de Reconstrucción Nacional desde 1979 hasta 1985, sumando en total 29 años de gobierno. 
Ortega es uno de los líderes más importantes del partido FSLN, quien formó parte del directorio que asumió el poder luego del triunfo de la Revolución Sandinista, que derrotó a la dictadura de la familia Somoza bajo el respaldo de Estados Unidos desde la ocupación estadounidense de Nicaragua de 1934. Fue el jefe de Estado entre 1985 y 1990, año en el que perdió las elecciones ante la Unión Nacional Opositora (UNO), una coalición de 14 partidos que llevó a la presidencia a Violeta Barrios de Chamorro. Perdió en las elecciones presidenciales de 1996 y 2001, pero triunfó en las elecciones del 2006, y desde entonces ha sido reelegido en 2011, 2016 y 2021.
Tras su reelección en 2006, y las posteriores protestas en abril de 2018 que propició una crisis política con la emigración de más de 30 000 nicaragüenses a Costa Rica, arrestos a opositores, cierre de medios y oenegés, así como hostigamiento a la comunidad católica; Ortega ha sido comparado con Somoza y señalado de autoritario por diversas fuentes, tanto los medios de comunicación y políticos se han referido a él como un dictador. Ha sido acusado de caudillismo, oportunismo ideológico, enriquecimiento personal y ejercer un control familiar sobre las instituciones del Estado —designando incluso a su esposa como copresidenta—, críticas provenientes de antiguas figuras de la Revolución Sandinista, algunas de ellas integradas dentro del partido Movimiento Renovador Sandinista. Durante el proceso electoral de 2021 encarceló a varios precandidatos políticos y dirigentes, e inhabilitó a partidos opositores, lo que generó el rechazo de diversos países y organismos internacionales que desconocieron las elecciones argumentando su falta de «legitimidad».
El 30 de diciembre de 2024, un juez argentino ordenó la captura internacional de Daniel Ortega, y su esposa Rosario Murillo, así como de una docena de colaboradores, por la «violación sistemática de derechos humanos» en Nicaragua.

## Biografía

### Primeros años
Daniel Ortega nació en La Libertad, el 11 de noviembre de 1945 en una familia de clase media. Sus padres, Daniel Ortega y Lidia Saavedra, fueron opositores al régimen de Anastasio Somoza García. En 1963 ingresó a la Universidad Centroamericana en Managua, donde se identificó con las tendencias políticas de los sandinistas. Ese mismo año abandonó sus estudios de Derecho y se unió al Frente Sandinista de Liberación Nacional (FSLN).
Como militante sandinista realizó varias actividades contra la dictadura de Anastasio Somoza Debayle. Fue detenido el 18 de noviembre de 1967 por el asalto a un banco; acusado de robo con intimidación, pasó 7 años en la cárcel, hasta que fue liberado de la Cárcel Modelo de Tipitapa junto a otros presos del FSLN en un intercambio por altos funcionarios del gobierno de Somoza, tomados como rehenes por un comando armado.

### Toma de la casa de José María Castillo Quant
El 27 de diciembre de 1974, al mando del comandante Eduardo Contreras, un comando sandinista –formado por Hugo Torres, Leticia Herrera, Germán Pomares, Joaquín Cuadra Lacayo, Javier Carrión McDonough, Omar Halleslevens (los tres últimos futuros jefes del Ejército de Nicaragua (en los periodos 1995-2000, 2000-2005, 2005-2009 respectivamente), Félix Pedro Picado, Róger Deshon Argüello, Eleonora Rocha, Mario Sánchez, Olga López Avilés, Germán Pomares y Alberto Ríos– tomó por asalto la casa de José María Castillo Quant –funcionario somocista, presidente del Banco Nacional de Nicaragua (BNN),– ubicada en Colonial Los Robles, en Managua.
En esos momentos se celebraba en ella una reunión social a la que asistían importantes personajes del Gobierno y de la empresa privada, entre los que estaban el embajador de Estados Unidos Turner Shelton y el hermano de Somoza por parte del padre, general José R. Somoza. El asalto se produjo al filo de las once de la noche, después de que estos hubieran abandonado la fiesta con sus guardaespaldas. Entre los rehenes se encontraban figuras relevantes del régimen de Somoza como Guillermo Sevilla Sacasa, embajador de Nicaragua en Washington, cuñado de Somoza por ser esposo de Lillian Somoza Debayle; el alcalde de Managua, Luis Valle Olivares; el embajador ante la OEA, Noel Pallais; el ministro y exgeneral Alejandro Montiel Argüello.
Los asaltantes exigieron la liberación de ocho presos del FSLN, entre ellos Daniel Ortega, ocho millones de dólares –de los que Somoza habría accedido a dar solo uno– y un avión para, junto a algunos rehenes, poder huir a Cuba. Las negociaciones se prolongaron durante tres días y, con la mediación del entonces arzobispo de Managua, monseñor Miguel Obando y Bravo, se logró el objetivo planteado. Anastasio Somoza implantó el estado de sitio y la censura de prensa hasta el 19 de septiembre de 1977. En el asalto se produjo una víctima mortal, el dueño de la casa José María Castillo Quant, quien se opuso a la toma de su casa y murió por un disparo que realizó Cuadra.

### Miembro de la Junta de Gobierno de Reconstrucción Nacional (1979-1985)
Durante la revolución de 1978 y 1979, Ortega se refugió en Costa Rica. En 1978 se une de hecho con Rosario Murillo, con quien luego se casaría hasta el año 2005, también militante sandinista a quien había conocido con anterioridad, con quien tuvo siete hijos. El 17 de julio de 1979, el presidente Anastasio Somoza Debayle dejó el país debido al avance del FSLN que entraría en Managua el 18 de ese mismo mes, poniendo fin a la saga de gobiernos controlados por la familia Somoza. Tras la efímera presidencia de Francisco Urcuyo Maliaños, la guerra civil llegó a su fin con la entrada triunfal de los sandinistas a Managua y la rendición de la Guardia Nacional (GN). Como miembro de la Junta de Gobierno de Reconstrucción Nacional (JGRN), llegó desde Costa Rica a la capital provisional de la nación, León, para formar parte de la Junta de Gobierno de Reconstrucción Nacional.[cita requerida]
Junto a Ortega estaban el socialdemócrata Sergio Ramírez Mercado; el pro-sandinista Moisés Hassan Morales; el empresario liberal Luis Alfonso Robelo Callejas, y Violeta Barrios de Chamorro, viuda del periodista y político Pedro Joaquín Chamorro Cardenal. Tras la dimisión de Robelo y Chamorro en 1980, Ortega y otros cinco miembros del Frente Sandinista (FSLN) se integran en la Junta de Gobierno de Reconstrucción Nacional (JGRN). En reemplazo de la derrotada Guardia Nacional, el Ejército Popular Sandinista ocupa esa posición, integrando a las milicias del FSLN y a miembros de la Guardia Nacional que hubiesen mostrado buena conducta. El primer y único comandante en jefe del EPS fue Humberto Ortega Saavedra, hermano de Daniel Ortega.[cita requerida]

## Primer gobierno (1985-1990)

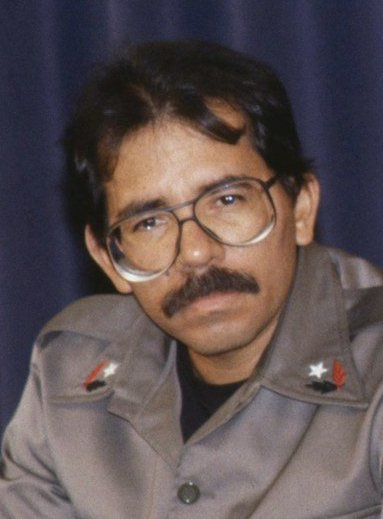
Daniel Ortega en 1989

El 4 de noviembre de 1984, Ortega llamó a las elecciones generales, las cuales ganó con una mayoría del 63 % de los votos. Inició su mandato el 10 de enero de 1985. Durante su gestión puso en práctica muchas de las ideas del partido. Partes del programa sandinista estaban inspiradas en el sistema socialista, marxista y leninista de Fidel Castro en Cuba, mientras que otras mostraban la influencia de los partidos socialistas europeos, llevando a cabo una política progresista con una total intervención del Estado, opuesto al mantenimiento de la libertad de mercado y comercio del sector privado. Las reformas comenzadas y la colaboración con los países del entonces bloque comunista así como la intervención de ciudadanos nicaragüenses opositores al régimen sandinista, hacen que el gobierno estadounidense organice, apoye y financie la contrarrevolución, creando a los grupos armados conocidos como "Contras".
Esto sumió al país en una guerra que acarreó una de las más graves crisis económica, y política en la historia del país. La presión de los países del área Centroamericana, el llamado internacional a la paz en la región, el desgaste económico así como el fin de la guerra fría forzaron a Daniel Ortega a convocar elecciones democráticas generales en 1990, en las que fue derrotado por la candidata Violeta Barrios de Chamorro de la Unión Nacional Opositora (UNO), que se estableció como una alianza que integraba las principales fuerzas de oposición conformadas por fuerzas de derecha, centroderecha, centro izquierda e izquierda del país.[cita requerida]
En cuanto a algunas estadísticas sobre cuánto mejoró la salud según un informe de The American Journal of Public Health "se estima que, entre 1978 y 1983, la mortalidad infantil disminuyó de 121 a 80,2 por cada 1.000 nacidos vivos, la esperanza de vida al nacer aumentó de 52 a 59 años. El número de casos de paludismo notificados ha disminuido en un 50%, no se han notificado casos de poliomielitis desde hace dos años, no se ha notificado ningún caso de sarampión en el primer semestre de 1984, y la mayoría de las demás enfermedades prevenibles mediante vacunación se han reducido considerablemente. La diarrea ha descendido de la primera a la cuarta causa de mortalidad hospitalaria". La mortalidad de los menores de cinco años también se redujo a la mitad durante la contraguerra. Los avances en salud y en otras áreas fueron tan grandes que, citando el mencionado informe del NEJM "en sólo 3 años se ha hecho más en la mayoría de las áreas de bienestar social que en los 50 años de dictadura somocista y estos esfuerzos indican un cambio profundo en la sociedad nicaragüense." En este ámbito, Cuba también desempeñó un papel al ofrecer de nuevo su experiencia a Nicaragua. Más de 1.500 médicos cubanos trabajaron en Nicaragua y atendieron más de cinco millones de consultas. El personal cubano fue esencial en la eliminación de la poliomielitis, la disminución de la tos ferina, la rubéola, el sarampión y el descenso de la mortalidad infantil. Gary Prevost afirma que el personal cubano hizo posible que Nicaragua contara con un sistema nacional de salud que llegaba a la mayoría de sus ciudadanos.
El gobierno sandinista también amplió significativamente los derechos de los trabajadores, en particular el derecho a formar un sindicato y a la negociación colectiva. "Antes de 1979, sólo unos 30.000 nicaragüenses (menos del 10% de los trabajadores) estaban sindicados y el régimen de Somoza hacía prácticamente imposible la huelga e incluso la negociación colectiva. A finales de los años 80 había más de 2.000 sindicatos en los centros de trabajo y alrededor del 55% de la población trabajadora estaba sindicada. Sin embargo, algunos derechos sindicales, como el derecho a la huelga, se suspendieron durante la guerra de la Contra, pero las huelgas siguieron produciéndose a lo largo de la década de los 80. La mayoría de las huelgas laborales se resolvieron mediante el diálogo con el FSLN.
En 1981, la Cruzada Nacional de Alfabetización fue reconocida por la Unesco con el otorgamiento de la medalla Nadezhda Krúpskaya. La campaña permitió reducir el índice de analfabetismo superior al 50 %, hasta un escaso 13 %. Ese mismo año se realizó la operación de traslado de 42 comunidades de indígenas misquitos de la región nor-oriental de la Costa Caribe desde la franja fronteriza del Río Coco con Honduras hacia el interior del país, a unas nuevas comunidades conocidas como Tasba Pri (Tierra Libre). conocida como Navidad roja.
En 1990, la reforma agraria había afectado a la mitad de las tierras cultivables del país, beneficiando a cerca del 60% de las familias rurales. "En 1990 la mayoría de las explotaciones agrícolas estaban en manos de pequeños y medianos productores, en contraste con la histórica mala distribución de la tierra que se remonta a la época colonial".

## Elecciones generales de 1990

### Daniel Ortega y la oposición: (1990-2007)

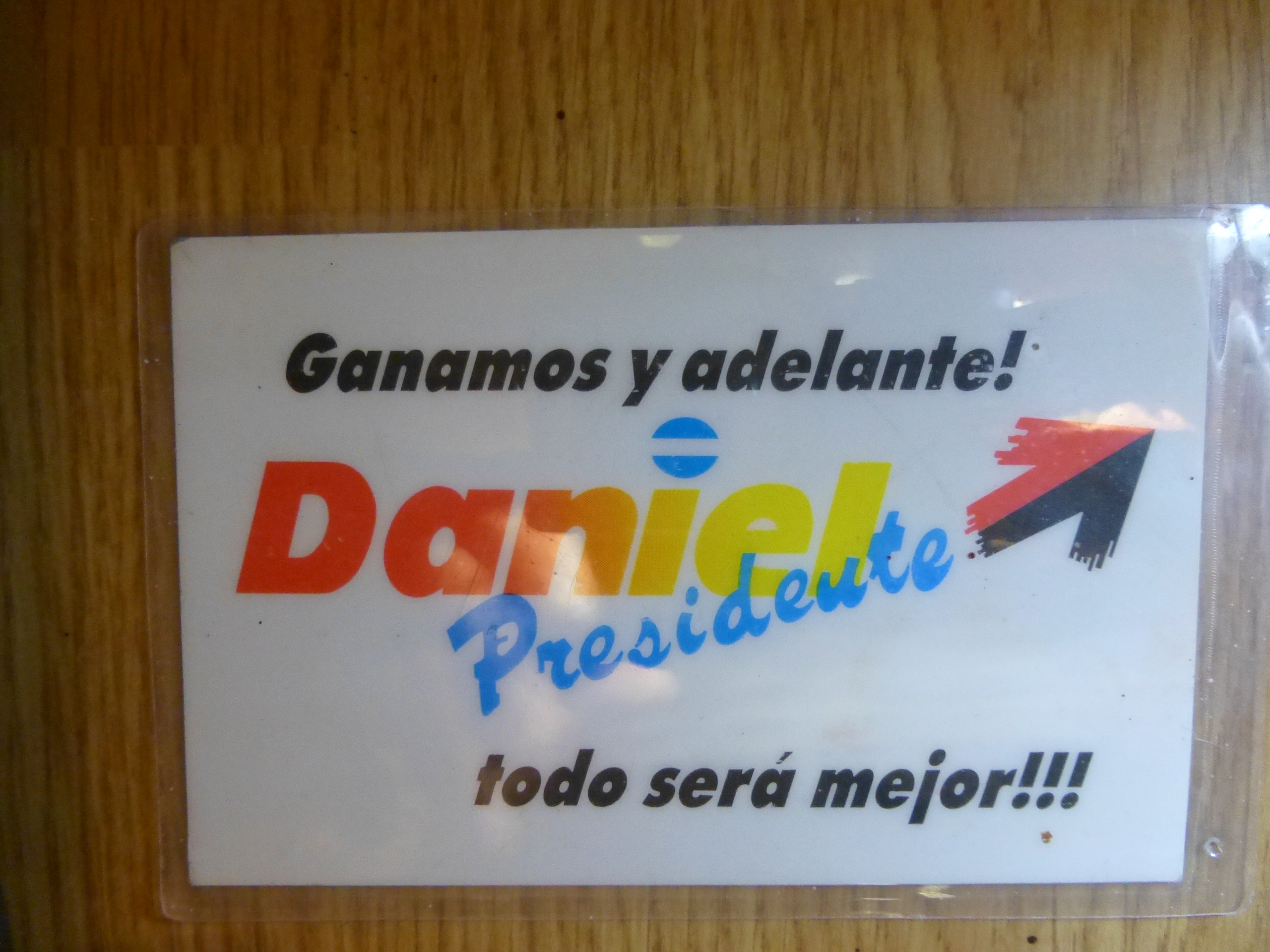
Propaganda electoral del FSLN en las elecciones presidenciales de 1990

Perdidas las elecciones generales del 25 de febrero de 1990 Daniel Ortega siguió al frente del partido. Así que comenzó a modificar su estrategia, acercándose a sectores sociales en busca de un mayor apoyo que le permitiera la vuelta al gobierno. En la campaña electoral de 1996 el himno oficial del Frente Sandinista fue sustituido por la Novena Sinfonía de Beethoven (cuarto movimiento; Oda a la Alegría) y en la que perdió las elecciones, la correspondiente a las elecciones del 2006 fue "Dale una oportunidad a la paz", de John Lennon que intento darle un aire fresco y de tranquilidad a su campaña, también usaron como color de campaña el rosa en vez del simbólico rojinegro sandinista, intentando darle un tema nuevo más llamativo al partido. Apoyó muchas huelgas organizadas por diversos organismos, afines o miembros, de su partido contra los gobiernos de Violeta Barrios de Chamorro, Arnoldo Alemán Lacayo y Enrique Bolaños Geyer entre 1990 y 2006. Entre dichos organismos estaban: la Central Sandinista de Trabajadores (CST), el Frente Nacional de Trabajadores (FNT), la Asociación Nacional de Educadores de Nicaragua (ANDEN), la Unión Nacional de Empleados (UNE), la Unión Nacional de Estudiantes de Nicaragua (UNEN), el Consejo Nacional de Universidades (CNU), la Federación de Estudiantes de Secundaria (FES), la Federación de Profesionales Docentes de la Educación Superior (FEPDES), la Federación de Sindicatos de Trabajadores Universitarios (FESITUN), la Unión Regional de Cooperativas de Transporte Colectivo (URECOOTRACO), etcétera. Apoyó al Movimiento estudiantil del 6 % en Nicaragua asegurando el 6 % del presupuesto constitucional que no recibe por completo el estudiantado, que menciona el artículo 125 de la Constitución Política de Nicaragua, que cada año se le da a las 10 universidades miembros del CNU.[cita requerida] Junto a su compañera, Rosario Murillo ha llevado al partido por una línea muy discutida, que ha sido denunciada por muchos de sus antiguos compañeros, para quienes el sandinismo revolucionario se ha ido diluyendo en un populismo. Su actuación fue criticada por muchos de los miembros del FSLN que le acusaron de imponerse y perpetuarse en la presidencia. Por otra parte recibió toda clase de acusaciones (desde abusar sexualmente de su hijastra Zoila América Narváez hasta de adueñarse de bienes del partido, y acumular poder y fortuna) que no hicieron mella en su liderazgo.[cita requerida] Las actuaciones políticas del FSLN pasaron a ser más negociadoras llegando a acuerdos con los partidos rivales en diversos ámbitos, desde la derogación de la ley del aborto, que había sido uno de los logros del propio FSLN, hasta pactar con el expresidente Arnoldo Alemán para aliviar las penas impuestas por la justicia en contra de este último. En estos años de oposición, el Frente Sandinista pasó por luchas intestinas y escisiones. Solo quedan en el FSLN dos de sus comandantes que fueron miembros de la original Dirección Nacional: Ortega y Bayardo Arce Castaño, ya que el 30 de abril de 2012 murió Tomás Borge. Otros tres exdirigentes, junto con otros destacados militantes (como Carlos Mejía Godoy) fundaron un nuevo partido: el Movimiento Renovador Sandinista (MRS). Humberto Ortega, ex responsable del ejército y hermano de Daniel, se ha dedicado más a la actividad empresarial y no se muestra cercano a él. Ortega, intentó llegar a la presidencia, representando al FSLN, durante las elecciones del 20 de octubre de 1996 y del 4 de noviembre de 2001, perdiendo en las dos frente a Arnoldo Alemán y Enrique Bolaños Geyer, respectivamente.[cita requerida]

### Denuncia de Zoilamérica Narváez Murillo
En los primeros días de marzo de 1998 Zoilamérica Narváez Murillo, hijastra de Daniel Ortega, entonces diputado ante la Asamblea Nacional de Nicaragua, denunció por medio de una carta publicada en varios medios de prensa, que este le había infligido abusos sexuales y diversas agresiones físicas y psicológicas desde los 12 años hasta fecha reciente a la denuncia. El 5 de junio del mismo año presentó una denuncia formal contra Daniel Ortega ante el Juzgado I del Distrito de lo Penal de Managua por los delitos de abusos deshonestos, violación y acoso sexual. Días después, solicitó a la Asamblea Nacional que desaforara a Ortega como diputado.[cita requerida]
Zoilamérica Narváez Murillo es una socióloga y militante del FSLN que ejercía como directora del Centro de Estudios Internacionales de Managua, hija del matrimonio Jorge Narváez Parajón y Rosario Murillo. El 15 de junio de 1998, Daniel Ortega presentó un escrito respondiendo ante el Juzgado I de Distrito del Crimen, solicitando al juez que rechazara la querella, alegando que gozaba del privilegio de inmunidad por su condición en el momento del conflicto de diputado ante la Asamblea Legislativa de Nicaragua, apoyándose en el artículo 139 de la Constitución Política de Nicaragua. Además, negó las imputaciones hechas y alegó la prescripción de la acción penal en varias de ellas, ya que los hechos denunciados habían sido presuntamente cometidos solo entre 1978 y 1982, con lo que los delitos habrían prescrito. El 17 de junio la juez del Juzgado Primero del Crimen revocó la admisión de la querella y remitió lo actuado a la Asamblea Nacional para que se procediera conforme a la ley de inmunidad tomando en cuenta las pruebas que supuestamente lo incriminaban.[cita requerida]
El 22 de junio, 21 de agosto, 9 y 11 de septiembre y 8 de octubre de 1998 Zoila América Narváez y su representante legal presentaron solicitudes de desafuero contra Ortega ante la Asamblea Nacional. De las solicitudes de desafuero no recibieron una resolución hasta que se inició el caso ante la Comisión Interamericana de Derechos Humanos. El 27 de octubre del 1999 la Comisión Interamericana de Derechos Humanos (CIDH) recibió una petición presentada por la señora Zoilamérica Narváez Murillo, en calidad de víctima, y por Vilma Núñez de Escorcia, como su representante legal y presidenta del Centro Nicaragüense de Derechos Humanos, en contra del Estado de Nicaragua, en la cual se alegaba que «además de haber sido violada y aguantado por tantos años esa situación, el Estado violó su derecho a ser oída por un juez o tribunal competente». El 15 de octubre del 2001 la CIDH admitió que se habían infringido varios artículos de la Convención Americana sobre Derechos Humanos. El 19 de diciembre de 2001 la juez del Juzgado I de Distrito del Crimen, Juana Méndez, dio como prescrita la acción penal solicitada por Daniel Ortega, librándolo de las acusaciones.

## Segundo gobierno (2007-2012)

### Campaña Electoral
Ortega se postuló por quinta vez como candidato a Presidente de la República de Nicaragua por el Frente Sandinista, para las Elecciones generales de Nicaragua del 5 de noviembre de 2006. Durante la campaña presidencial, Ortega logró efectivamente mejorar su aceptación popular al enarbolar un mensaje pacifista y solidario, con abundantes referencias a Dios, al amor, a la reconciliación y a la paz. También incorporaron una serie de elementos novedosos en materia de comunicación política, tales como: la utilización de colores vistosos, el rosa, el amarillo y el celeste; una versión en español de la canción «Give Peace a Chance» de John Lennon, titulada «Trabajo y Paz». El cambio que ha experimentado el FSLN en estos días se adjudica a una estrategia diseñada para lograr la obtención del voto de aquellos sectores de la sociedad nicaragüense más desencantados hacia el centro del espectro político. Así mismo, El FSLN todavía mantiene que entre sus prioridades se encuentra la derrota de la injusticia social y la libertad de los ciudadanos nicaragüenses.[cita requerida]
Este período no estuvo falto de controversias. La Comisión Permanente de Derechos Humanos de Nicaragua vertió acusaciones contra Ortega y otros miembros del gobierno sandinista referidas a la matanza de indígenas misquitos entre los años 1981 y 1982, e incluye las figuras de genocidio y crímenes de lesa humanidad. Este organismo ha venido manteniendo posturas contra los Sandinistas desde el triunfo revolucionario de 1979, en referencia a ellas el sandinista Enrique Figueroa ha manifestado que es:

... «lamentable» que un organismo de derechos humanos «cada vez que se presenta una campaña electoral es instrumentalizado por los adversarios del FSLN para organizar campañas de desprestigio para afectar la imagen de sus candidatos y del partido.»

Durante la campaña presidencial, Daniel Ortega prometió respetar la propiedad privada y las libertades civiles. De la misma manera, prometió respetar el Tratado de Libre Comercio (CAFTA-RD) con Estados Unidos, aseguró que gobernaría en «armonía» con George W. Bush y ofreció «darle seguridad al sector privado». Con respecto a las preocupaciones expresadas por diversos inversionistas nacionales y extranjeros, expresó su voluntad de «desarrollar relaciones con toda la comunidad internacional».

### Resultados electorales
En las elecciones del domingo 5 de noviembre de 2006, Daniel Ortega logró obtener los votos necesarios para asumir nuevamente la Presidencia, contando con el 37,99 % de los votos válidos, un porcentaje discreto si consideramos otras elecciones en Latinoamérica. Muchos analistas en Nicaragua consideran que esta victoria se debe a la división del liberalismo (que había ganado con más del 50 % de votos en anteriores sufragios) en 2 facciones (Partido Liberal Constitucionalista, PLC, y Alianza Liberal Nicaragüense, ALN) y a la desconfianza del sector izquierdista por el Movimiento Renovador Sandinista (MRS). Además este resultado fue posible a que después de extensas negociaciones a lo interno del Parlamento Nacional, se logrará reformar la ley electoral que anteriormente postulaba el triunfo en los comicios presidenciales al partido que alcanzara el 50 % de votos hábiles. Eduardo Montealegre, candidato de la Alianza Liberal Nicaragüense (ALN), aceptó su derrota y procedió a felicitar a Ortega personalmente. Los resultados fueron avalados por diferentes grupos de observadores como Ética y Transparencia, IPADE y CNU:

Esta es una señal de muy clara voluntad que tenemos los nicaragüenses de trabajar por el bien del país y la estabilidad, y de que por encima de nuestras diferencias políticas pesa en primer lugar el compromiso que tenemos de sacar a Nicaragua de la pobreza. [...] Damos gracias a Dios por esta oportunidad que nos está dando de construir una Nicaragua en reconciliación, entendiéndonos, dialogando y creando consensos en medio de las diferencias, que es lo que demanda el pueblo nicaragüense.
Daniel Ortega -BBC Mundo - Ortega declarado presidente electo

### Investidura como presidente

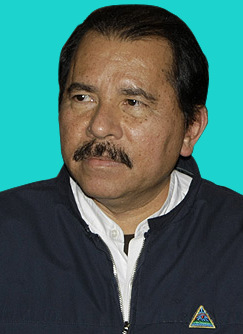
El presidente Ortega en 2008

El día miércoles 10 de enero de 2007 a las cinco y media de la tarde, la primera ceremonia de investidura que se hacía a la tarde, Daniel Ortega recibió la Banda Presidencial de manos del presidente de la Asamblea Nacional, el también sandinista, René Núñez. El acto oficial se realizó en la plaza de los No Alineados «Omar Torrijos» con las representaciones de las autoridades nacionales e internacionales. Seguidamente, ya como Presidente de la República, se dirigió a la Plaza de la Fe, a orillas del Lago de Managua, donde le esperaban más de 300.000 simpatizantes para realizar su primer acto público como presidente.
Daniel Ortega rompió con el protocolo de acudir vestido en traje y corbata, en cambio recibió la banda presidencial con su acostumbrada vestimenta, la misma que había utilizado durante la campaña, de camisa blanca y pantalón negro. Una vez jurado el cargo, las primeras acciones del nuevo mandatario fueron las de juramentar a su Gabinete, jefe de las Fuerzas Armadas y de la Policía Nacional y crear la Medalla por la Unidad Latinoamericana «Nicaragua Libre». Esta medalla fue entregada a cada uno de los mandatarios que asistieron al acto de investidura por jóvenes vestidas con trajes típicos nicaragüenses y que bailaban al compás de La Mora Limpia. Por una mala organización las jóvenes encargadas de condecorar a los presidentes, pusieron las medallas en el cuello de dos personas que no eran jefes de Estado latinoamericanos, lo cual dejó sin medalla al presidente venezolano, Hugo Chávez y al presidente mexicano, Felipe Calderón Hinojosa. La embajadora mexicana, Columba Calvo inmediatamente solicitó una explicación a la primera dama Rosario Murillo. Murillo debió extender el baile de las jóvenes y buscar las medallas que hacían falta para luego imponerlas a Calderón y Chávez como correspondía.

### Acción de gobierno
Las primeras acciones del gobierno presidido por Ortega fueron el restablecer la gratuidad de los servicios de Educación y Salud. En educación se prohíbe el cobro, en las escuelas públicas, de matrículas, mensualidades, material escolar y otros insumos. En Salud se eliminan las consultas privadas en los centros públicos y se restablece la gratuidad de los medicamentos, las operaciones quirúrgicas y las pruebas clínicas que se realicen en los centros sanitarios dependientes del Estado.
Su gobierno reconoció a los estados con reconocimiento limitado de Abjasia y Osetia del Sur.

## Tercer gobierno (2012-2017)
En las elecciones presidenciales celebradas el domingo 6 de noviembre de 2011 el FSLN, partido con el cual se presenta Daniel Ortega, obtiene el resultado que lo mantiene en el poder por otra legislatura más. El FSLN obtuvo más del 62 % de los votos emitidos mientras que el Partido Liberal Independiente, PLI, no llegó a completar el 31 % seguidos ya a mucha distancia por el Partido Liberal Constitucionalista, PLC, obtuvo algo más del 6 %. Los demás partidos no llegaron a alcanzar el 1 % de los votos.

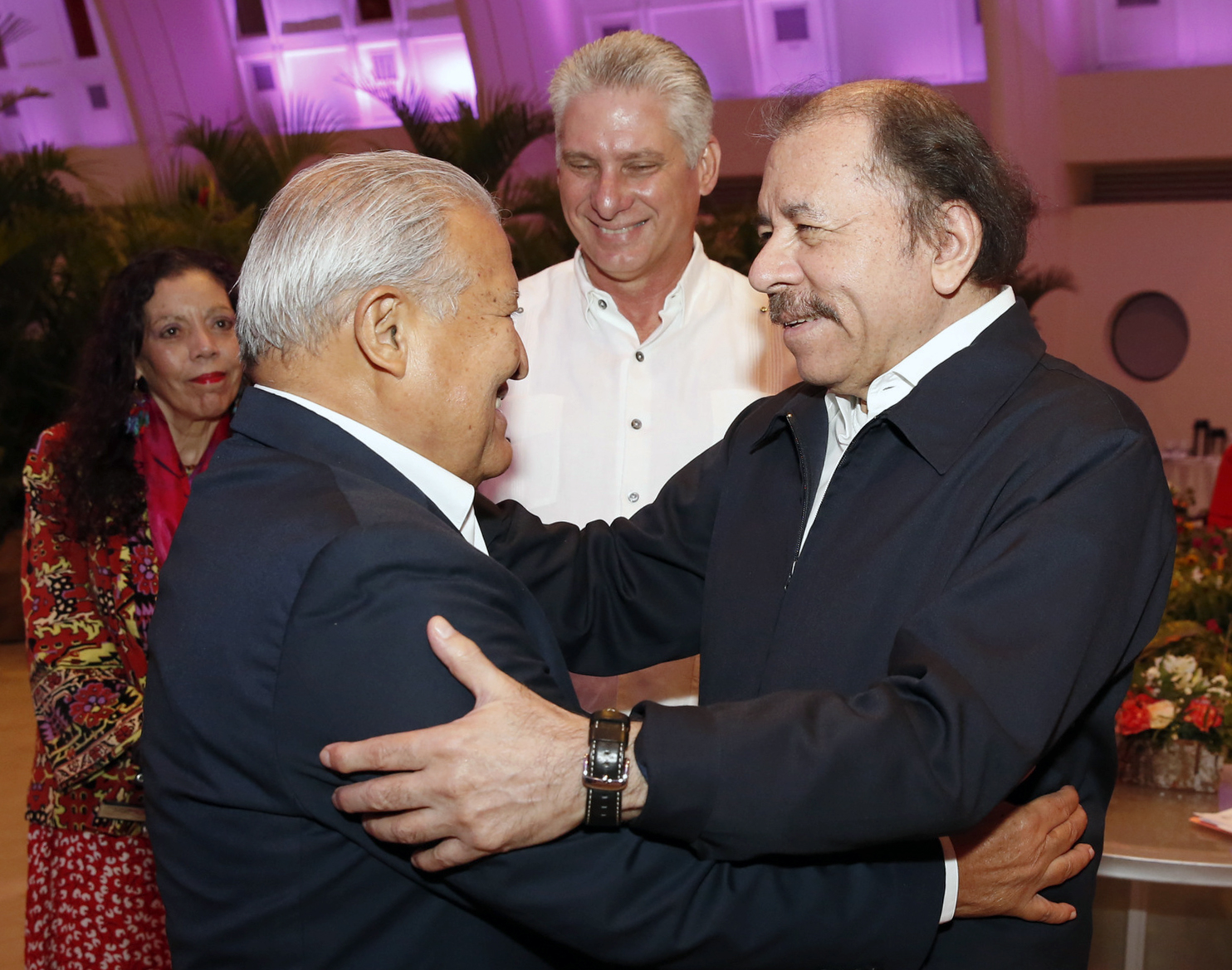
Saludo entre el expresidente salvadoreño Salvador Sánchez Cerén y el presidente nicaragüense Daniel Ortega. En el fondo se encuentran Rosario Murillo, primera dama de Nicaragua, y el presidente de Cuba Miguel Díaz-Canel.

Previo a las elecciones se abrió una debate sobre la posibilidad de que Daniel Ortega se pudiera presentar a la reelección. Para algunos el artículo 147 de la Constitución Política de Nicaragua prohíbe la reelección presidencial, lo que hacía imposible que Ortega pudiera volverse a presentar a las elecciones, mientras otros opinan, como algunos magistrados de la Corte Suprema de Justicia, que candidatura de Ortega tiene fundamento legal y por tanto es constitucional, lo cual es muy similar a lo llevado a cabo por el expresidente costarricense Oscar Arias Sánchez. El literal (a) del artículo 147 establece que "No podrá ser candidato a presidente ni vicepresidente de la república: a) El que ejerciere o hubiere ejercido en propiedad la presidencia de la república en cualquier tiempo del período en que se efectúa la elección para el período siguiente, ni el que la hubiere ejercido por dos períodos presidenciales." Aparentemente la candidatura de Ortega era inconstitucional, pues era Presidente cuando se dio la elección y ya había sido 2 veces Presidente de Nicaragua; sin embargo la Corte Suprema dio el visto bueno para que Ortega pudiera presentarse. Pero a su vez el fallo de la Corte fue declarado nulo por la Asamblea Nacional, único órgano que según la Constitución, puede hacer la interpretación auténtica de la misma y del sentido de las leyes.
Incluso antes del día de las elecciones, los partidos políticos opositores junto a organismos no gubernamentales hablaron de fraude, esto a pesar de que en todas la encuestas realizadas antes de las elecciones el FSLN siempre marcaba con ganar arrolladoramente. Los rumores de fraude hechos previamente por los grupos de oposición se acrecentaron después de saber el abultado apoyo a Daniel Ortega a fin de causar cierta inestabilidad y desacreditar el proceso electoral, tratando así de justificar la contundente derrota. Algunos organismos internacionales, como la OEA y la UE que estuvieron observando el proceso criticaron que encontraron, en algunas ocasiones, algún problema para el acceso a algunos colegios, sin embargo, hicieron énfasis en el ambiente de paz y tranquilidad en el cual se desarrolló tal elección. La toma de posesión se realizó el martes 10 de enero de 2012 en Managua.
En octubre de 2015 Ortega acusa de "injerencia política" a Naciones Unidas, tras lo cual se retira la Coordinadora Residente en Nicaragua, Silvia Rucks, y la oficina del PNUD se vio reducida en un 80%.
Ese año, según el índice de Brecha Global de Género del Foro Económico Mundial, Nicaragua se mantiene como el país con mayor equidad de género de América Latina, pero perdiendo 6 puestos en la clasificación mundial, porque ha habido una disminución en la igualdad salarial y el porcentaje de mujeres en puestos parlamentarios y ministerios.

## Cuarto gobierno (2017-2022)
Las elecciones presidenciales y parlamentarias que se celebraron el 6 de noviembre de 2016 dieron un resultado excelente al FSLN y a su propuesta presidencial conformada por Daniel Ortega y Rosario Murillo la cual obtuvo el 72,5 % de los votos emitidos. En el Parlamento Nacional el Frente Sandinista de Liberación Nacional obtuvo más de 65 % de los votos para diputados nacionales y departamentales. El periodo de gobierno emanado de estas elecciones es desde el año 2017 hasta 2022.[cita requerida] El porcentaje de votos obtenidos por cada partido para la elección de los 20 diputados nacionales fue de:
- PLC: 14,7 % lo que le dan 3 diputados.
- FSLN: 66,8 % lo que le dan 15 diputados.
- PC: 4,3 % lo que le dan 0 diputados.
- ALN: 5,6 % lo que le dan 1 diputados.
- APRE: 2,2 % lo que le dan 0 diputados.
- PLI: 6,6 % lo que le dan 1 diputados.

En la elección por las diputaciones departamentales el resultado fue el siguiente: el PLC consiguió 15.3 % de votos, el FSLN 65.75 %, el PC 4.5 %, ALN 5.6 %, APRE 2.9 %, el PLI 4.8 %.
En el caso de la votación, el CSE solo brindó el resultado global y no localizó los datos que asignarían 70 diputaciones en los 15 departamentos y las 2 regiones autónomas, con el 99.8 % de JRV contadas, el partido de la Costa Caribe, Yatama, obtuvo 29.303 votos, es decir el 1,2 %, pero solo participa en las regiones autónomas del Caribe.
En cuanto a las propuestas presidenciales el FSLN obtuvo una ventaja de un 57,5 % frente la segunda propuesta más votada, la del Partido Liberal Constitucionalista (PLC) integrada por Maximino Rodríguez y Martha McCoy, que obtuvo un 15 % de los votos seguido por la propuesta del Partido Liberal Independiente (PLI), integrada por Partido Liberal Independiente (PLI) José del Carmen Alvarado y Yadira Ríos con un 4.5 %. La Alianza Liberal Nicaragüense (ALN) obtuvo el 4,3 % de los votos a su propuesta formada por Saturnino Cerrato y Francisca Chow Taylor. El Partido Conservador (PC) con Erick Antonio Cabezas Granados y Virginia Montoya un 2,3 % quedando última la Alianza por la República (APRE), con un 1,4 % para su propuesta formada por Carlos Canales y Nilo Salazar. Daniel Ortega tomó posesión del cargo el martes 10 de enero de 2017 en Managua.

### Polémicas en su cuarto mandato

#### Protestas en Nicaragua de 2018

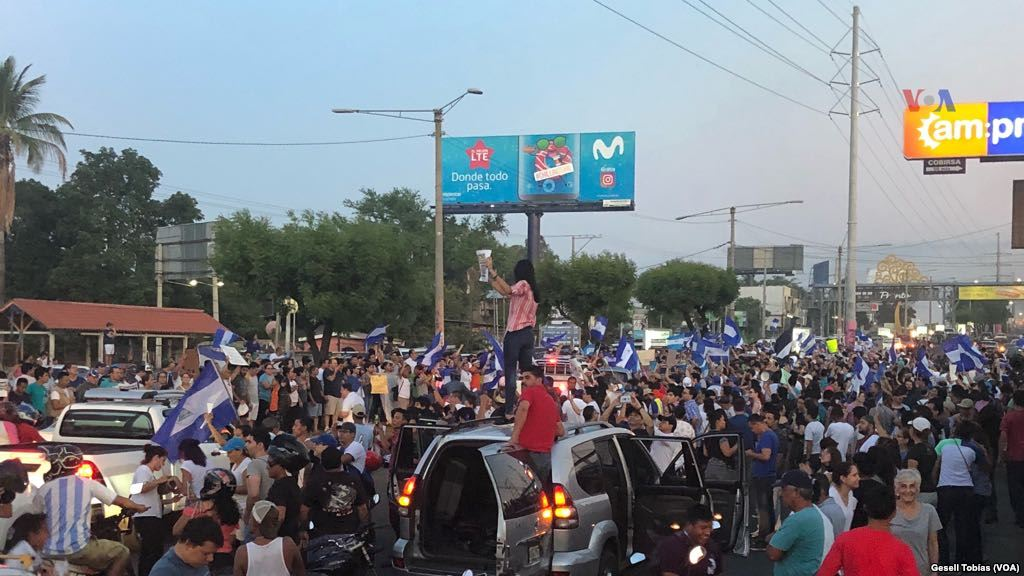
Protestas en Nicaragua de 2018.

En abril de 2018, tras la reforma al Instituto Nicaragüense de Seguridad Social (INSS), se abrió un episodio de protestas populares por grupos de oposición  financiados por organismos internacionales.. El día 18 en la región de León fueron atacadas personas de la tercera edad y golpearon y robaron a periodistas y "grupos organizados" sin que la policía llegara a intervenir. Por parte de la oposición al gobierno se identificó a esos grupos violentos como colectivos de la Juventud Sandinista y fuerzas de choque, mientras que la versión oficial señalaba que eran grupos pagados por la "derecha" (refiriéndose a la oposición) los habían causado desorden público. Se siguieron realizando manifestaciones en contra del gobierno, una de ellas fue la marcha hacia la Universidad Politécnica (UPOLI) del 23 de abril.
Durante las protestas y los actos violentos que las rodearon, así como la actuación de las fuerzas de orden público y grupos incontrolados financiados por la oposición se produjo la muerte de entre 450 y 535 personas y la desaparición de 1300 personas según datos de la Asociación Nicaragüense Pro Derechos Humanos (ANPDH).
Organismos como la OEA y la CIDH han condenado en reiteradas ocasiones al gobierno de Ortega, por represión «brutal» y acciones en contra de la libertad de expresión; este último estimó una cifra de 212 fallecidos. Posteriormente, ambos organismos responsabilizaron al gobierno la muerte de más 325 ciudadanos, la Comisión de la Verdad, Justicia y Paz, reconoce a 269 víctimas, incluido a 22 oficiales de la Policía Nacional, asesinados en el contexto de las protestas antigubernamentales, calificadas de «violentas» por la comisión. El gobierno nicaragüense solo reconoció a 200 muertos y acusó a los manifestantes de ser causantes de dichos sucesos. Numerosos heridos y muertos tenía heridas de bala de fusiles de asalto, principalmente AK 47, y sus trayectorias reflejaban que se había disparado "a matar" y desde sitios privilegiados, lo que daba pie a la hipótesis que hubieran sido efectuados por la policía o personal entrenado.
La lineación de algunos medios de comunicación con los convocantes de las protestas hizo que varios medios fueran cerrados (las revistas digitales Confidencial y Niú, los programas televisivos Esta Semana y Esta Noche y el canal 100 % Noticias. Los periodistas que allí trabajaban, como Miguel Mora Barberena, Lucía Pineda Ubau y Verónica Chávez, fueron arrestados, incomunicados y, presuntamente, torturados por la policía. Los periodistas Luis Galeano, Jackson Orozco y Leticia Gaitán abandonaron el país manifestando que lo hacían para evitar ser detenidos. En tanto, el periodista opositor Jaime Arellano, salió del país por su libre voluntad para someterse a tratamientos médicos de acuerdo con la videograbación publicada por él mismo en diversos medios de comunicación y en plataformas de redes sociales.
Tras la visita de diputados del Parlamento Europeo, Ortega convocó a un nuevo "diálogo nacional" con diversos actores de la sociedad civil y la empresa privada. Luego de iniciar las protestas, el analista político y columnista de CNN Geovanny Vicente Romero, en uno de sus análisis sobre la democracia en Latinoamérica, indicó como el sueño de nación que Daniel Ortega en un momento representó, terminó convirtiéndose en pesadilla para miles de nicaragüenses:

El hombre que luchó con todas sus fuerzas para derrocar a un tirano que representaba la última fase de la dinastía tiránica que había nacido en 1937 bajo el apellido Somoza, hoy puede que se haya convertido precisamente en una remembranza de ese mismo dictador contra el cual peleo en todos los terrenos hace varias décadas. Daniel Ortega, otrora líder de un movimiento limpio y puro ante los ojos de sus seguidores, parece haberse diluido en la embriaguez que genera la experiencia de ver el mundo desde el poder y no desde la oposición.
Geovanny Vicente Romero

##### Sanciones a su gobierno
En noviembre del año 2018, el presidente estadounidense Donald Trump firmó una "orden ejecutiva" que declaró a Nicaragua como una "amenaza inusual y extraordinaria a la seguridad nacional" de los Estados Unidos. En diciembre, aprobó la "Ley de Condicionalidad de la Inversión Nicaragüense". Este "Nica Act" autoriza sanciones contra el gobierno del Frente Sandinista de Liberación Nacional (FSLN) y tiene como objetivo limitar el acceso de Nicaragua a préstamos internacionales.
Diversos países, siguiendo las políticas marcadas desde Estados Unidos de América, apoyaban y financiaban a la oposición nicaragüense, establecen sanciones económicas y de movilidad contra la República de Nicaragua y dan al gobierno de Ortega un plazo máximo hasta el 18 de junio de 2019 para llegar a un acuerdo de liberación de presos condenados o en proceso de enjuiciamiento por su participación en los diversos actos violentos de manifestación. El 11 de junio de 2019, tras una negociación se liberan 56 presos, entre ellos Lucía Pineda, Miguel Mora y varios jóvenes líderes de las protestas, que se suman a una lista consensuada aprobada por la Cruz Roja Internacional de 432 encarcelados por estos motivos. Las sanciones económicas establecidas por países como Estados Unidos, Canadá y organismos como la OEA y DDHH se mantuvieron al mantener el gobierno de Nicaragua sus posiciones y negarse pactar el adelanto de los comicios tal como exigían los grupos de oposición.

## Quinto gobierno (desde 2022)
Daniel Ortega se presentó nuevamente como candidato a presidente, junto con su esposa, Rosario Murillo, como vicepresidenta. Tras las protestas sociales de 2018 que ocasionó diversas víctimas, y la posterior crisis política, donde se realizaron protestas para pedir la liberación de «presos políticos», que procedían de estos disturbios y la demanda de un acuerdo para unas «elecciones justas y transparentes» contra el gobierno que terminó sin negociar y no lograron la salida del poder de Ortega, se llegó a las elecciones de noviembre de 2021. Durante la campaña electoral se llevó a cabo una series de detenciones de opositores y la anulación de la personería jurídica de algunos partidos, que dejó imposibilitado su participación, y generó un mayor rechazo por países y organizaciones internacionales, que ya se habían manifestado en contra de estas decisiones del gobierno de la República de Nicaragua y a favor de los intereses del gobierno de Estados Unidos de América, principal financiador de la oposición nicaragüense.
El domingo 7 de noviembre de 2021 se llevaron a cabo, según el calendario electoral y la ley electoral vigente, las elecciones generales en las que se elegían al presidente y vicepresidente del gobierno, 92 diputados distribuidos en 70 diputados departamentales a la Asamblea Nacional de Nicaragua, 20 diputados nacionales a la Asamblea Nacional de Nicaragua y 20 diputados nacionales al Parlamento Centroamericano (además de estos hay reservado 1 puesto de diputado para el presidente saliente y otro para el candidato a la presidencia que haya quedado en segundo.
La convocatoria electoral estuvo marcada por la campaña de cuestionamiento por parte de la oposición surgida de las protestas de 2018 y organismos no gubernamentales que desconocieron las elecciones denunciándolas como «fraudulentas». Dicha medida, llemaba a la abstención de los votantes como una forma de protestar, sumándose también nicaragüenses exiliados en países como Costa Rica, Panamá, México y España. El gobierno de Ortega, en reacción a la campaña realizó una serie de detenciones que apartaron a varios aspirantes presidenciales (10 precandidatos fueron arrestados o inhabilitados, siete aspirantes a candidatos presidenciales de la oposición fueron detenidos y acusados de «traición a la patria» y otros dos aspirantes disidentes se marcharon al exilio alegando razones de seguridad). Sumado a ello, se inhabilitaron a dos partidos, lo que agudizó más la presión internacional y el rechazo de países y organismos internacionales.
La oposición tomó la decisión de no participar en los comicios, mientras que los otros partidos tradicionales mantuvieron sus candidaturas, aunque varias figuras políticas de las protestas calificaron a estos partidos de la oposición como «zancudos» y acusaron a todos los demás candidatos presidenciales que seguían en carrera electoral de ser solamente «colaboradores y afines a Ortega». Varios países europeos y latinoamericanos, junto a Canadá se alinearon con Estados Unidos de América y criticaron las elecciones tachándolas de «fraudulentas».
La jornada electoral transitó en calma y sin incidentes, aunque en algunos lugares se reportó a militantes sandinistas haciendo vigilia en las casillas, sumado al resguardo de policías y militares. Además se detectó el acarreo de trabajadores afiliados al partido. En países, como Costa Rica, Estados Unidos y España hubo manifestaciones ante las embajadas de Nicaragua realizadas por nicaragüenses exiliados y otros por simpatizantes. Según el sondeo realizado por M&R Consultores: 

Todo parece indicar que el mercado electoral nicaragüense tiene una distribución de siete a tres: siete a favor del FSLN y su liderazgo y tres en contra de ellos y a favor de la oposición", señaló el experto. En cuanto a la tasa de participación, indicó que, según previsiones, será de "entre un 68 % y un 72 %.

Se presentaron a la convocatoria los partidos, Frente Sandinista de Liberación Nacional liderado por Ortega, el Partido Liberal Constitucionalista liderado por Walter Espinoza, Camino Cristiano Nicaragüense liderado por Guillermo Osorno, Alianza por la República liderado por Gerson Gutiérrez, Partido Liberal Independiente liderado por Mauricio Orué, Alianza Liberal Nicaragüense liderado por Marcelo Montiel.
El censo electoral estaba fijado en 4,5 millones de ciudadanos y de ellos, según el Consejo Supremo Electoral del país, más de tres millones ejercieron su derecho a voto, lo que fijó el índice de participación de 65,34 %. Por parte de los opositores líderes de las protestas y la organización de oposición Urnas Abiertas se manifestó que la abstención había sido de un 81,5 % que calculaban mediante un muestreo en 563 centros de votación (el 18 % de los 3106 existentes) en los que tomaron tres muestras separadas dentro del horario de apertura de los centros concluyendo en una franja de abstención y haciendo la media entre sus límites.
Con el 93,6 % del escrutinio realizado el Consejo Supremo Electoral (CSE) dio los siguientes resultados para las presidenciales:
- Frente Sandinista de Liberación Nacional (FSLN), candidato Daniel Ortega: 75,92 % de los votos.
- Partido Liberal Constitucionalista (PLC), candidato Walter Espinoza: 14,4 % de los votos.
- Camino Cristiano Nicaragüense (CCN), candidato Guillermo Osorno: 3,44 % de los votos.
- Alianza Liberal Nicaragüense (ALN), candidato Marcelo Montiel: 3,27 % de los votos.
- Alianza por la República (APRE), candidato Gerson Gutiérrez Gasparín: 2,20 % de los votos.
- Partido Liberal Independiente (PLI), candidato Mauricio Orué: 1,70 % de los votos.[94]

El resultado para las parlamentarias fue de 75 escaños de 90 para el Frente Sandinista de Liberación Nacional (FSLN). A partir del 9 de febrero, Daniel Ortega había ordenado el cierre de más de 6 universidades, que pasaron a manos del gobierno, lo que llevó a críticas de analistas de querer «adoctrinar a la población estudiantil».

## Controversias

### Incidentes con Colombia
En diciembre de 2007, Ortega pidió al grupo guerrillero colombiano Fuerzas Armadas Revolucionarias de Colombia (FARC) la liberación de la política colombiana Íngrid Betancourt, en una expresión polémica, al dirigirse a los integrantes de las FARC como «sus hermanos».
Este hecho provocó que el gobierno de Colombia publicara y enviara una nota de protesta a Nicaragua, y la crítica de muchos sectores políticos y sociales. El 13 de diciembre de 2007 la Corte Internacional de Justicia de La Haya dicta sentencia sobre el conflicto fronterizo en el Mar Caribe entre Nicaragua y Colombia que afectaba a la soberanía de las islas de San Andrés, Providencia y Santa Catalina reclamadas por este país. La resolución fue contraria a los intereses nicaragüenses al dar la razón a Colombia en cuanto a la soberanía de dichos territorios, pero establece que el meridiano 82 (que Colombia sostenía que establecía el límite entre ambos países) afirmando que fue establecido en 1930 como el límite oeste del archipiélago de San Andrés y no como límite entre ambos estados. La delimitación entre ambos países fue fijada por el Tratado Esguerra-Bárcenas de 1928-1930. Este hecho se ha visto desde sectores colombianos como una derrota de Ortega al haber manifestado este, en un acto castrense, palabras que el diario español  El Mundo publicó de esta forma:

Quiero hacerle un llamado al Gobierno de Colombia, al presidente Uribe, para que acepte al juez y no le huya al juez, porque entonces lo que está es apostando a la ley del más fuerte.[...] No quisiéramos que este Ejército se viera enfrentado a ninguna acción bélica, pero debe estar preparado. La ley del más fuerte, en estos tiempos no tiene cabida.

Palabras que fueron tomadas como amenazas por el gobierno colombiano y sectores de su sociedad. En la Cumbre del Grupo de Río, el presidente de Nicaragua Ortega junto al presidente de Colombia Álvaro Uribe, sellaron dichas diferencias, dejándolo al Tribunal de La Haya (Países Bajos), el veredicto de la Soberanía de San Andrés Islas, el restablecimiento de las relaciones colombo nicaragüenses y el compromiso de luchar contra el terrorismo. En diciembre de 2012 la Corte de La Haya emitió el fallo a favor de Colombia sobre las islas de Alburquerque, Bajo Nuevo, Sureste, Quitasueño, Roncador, Serrana y Serranilla y declaró admisible la petición de Nicaragua en orden a que la Corte decidiera la forma apropiada de delimitación marítima, dividiendo por partes iguales los derechos superpuestos a la plataforma continental de ambas partes.
El 21 de abril de 2022, la Corte Internacional de Justicia dictaminó que Colombia había violado la soberanía de Nicaragua por incursiones de su Armada en aguas del Caribe, luego de una sentencia previa de 2012, que otorgaba por igual zonas del Mar Caribe. Daniel Ortega manifestó que Colombia no quería acatar la sentencia del tribunal de La Haya.

### Huelga del transporte colectivo
En mayo de 2008, Ortega enfrentó su primera huelga en su mandato, realizado por el transporte colectivo de la Unión Regional de Cooperativas de Transporte Colectivo (URECOOTRACO), quienes exigían la reducción de un dólar del galón de combustible y la inclusión dentro del plan de emergencia energética, que beneficia con subsidios al transporte urbano en la capital. El bloqueo paralizó gran parte de Managua y afectó el abastecimiento de insumos.

### Penalización del aborto y legalización de la homosexualidad
Iniciado su gestión en 2007, entró en vigor un código penal aprobado el año anterior en el gobierno de Enrique Bolaños Geyer, el cual se tipifica como delito todo tipo de aborto. En 2008 se aprobó la legalización de la homosexualidad, pese a la oposición de los partidos conservadores y sectores de la iglesia.

### Filtración de informes de corrupción por Wikileaks
A fines de 2010, el sitio Wikileaks filtró informes sobre una red de corrupción con el narcotráfico y el gobierno del entonces presidente venezolano Hugo Chávez, en favor de financiar las campañas electorales del FSLN. El 6 de diciembre de 2010 el diario español El País publicó bajo el titular «Chávez y el narcotráfico financian la Nicaragua de Ortega», se cita los mensajes (cables)  que el embajador estadounidense en Nicaragua, Paul Trivelli, mandó al Departamento de Estado: 

Daniel Ortega y los sandinistas reciben dinero regularmente para financiar las campañas electorales del FSLN de parte de traficantes internacionales de drogas, por lo general a cambio de ordenar a los jueces sandinistas que permitan salir en libertad a los traficantes capturados por los policías y los militares.

Tras las filtraciones de estos informes, recibió fuertes críticas por sectores de la población y de opositores, quienes descalificaron la Revolución Nicaragüense. Incluso se llegó a implicar a Tomás Borge de mantener un vínculo con el narcotraficante colombiano Pablo Escobar, quien recibía protección del gobierno.

### Pandemia de COVID-19
El 14 de marzo de 2020, el Gobierno de Nicaragua convocó una marcha multitudinaria denominada «Amor en Tiempos de Covid-19» para mostrar apoyo al presidente Daniel Ortega. La misma se realizó en el contexto de la pandemia del COVID-19 que había declarado la OMS días antes. En Nicaragua en esas fechas no había casos conocidos de la enfermedad. El gobierno recibió críticas de la oposición, denunciando que carecía de un plan para enfrentar la pandemia.

### Presos políticos
A mediados de febrero de 2022 el gobierno de Nicaragua cambió la medida cautelar de prisión preventiva a arresto domiciliar a los presos políticos: Arturo Cruz, de 68 años; Francisco Aguirre Sacasa, de 77; y José Pallais Arana, de 68; acusados de «conspiración para cometer menoscabo a la integridad nacional», debido a su «estado de salud», previa a esta medida había fallecido en prisión por enfermedad Hugo Torres Jiménez, quien participó en 1974 en la Operación Chanchera y fue opositor de Ortega. Más tarde fueron liberados el sacerdote Edgard Parrales de 79; y Mauricio Díaz Dávila de 71.

### Deserción de políticos nicaragüenses
En 2019, mediante una carta escrita por el magistrado de la Corte Suprema de Justicia, Rafael Solís Cerda, anunció su renuncia a su cargo. En la carta acusó al gobierno de Ortega de establecer un «Estado de terror». El exmagistrado se había autoexiliado en Costa Rica.
El 24 de marzo de 2022, el diplomático nicaragüense Arturo McFields condenó el gobierno de Ortega y pidió la liberación de presos políticos, dijo que la gente del gobierno estaban «cansados de dictadura» y que no era fácil denunciarla. En consecuencia el gobierno lo destituyó, y declaró que sus afirmaciones «no tienen validez».
El 9 de mayo de 2022, Yadira Leets, representante de Nicaragua en el parlamento centroamericano, abandonó sus cargos y se estableció, con dos de sus hijas, en Estados Unidos.

### Postura sobre la invasión rusa en Ucrania
El gobierno Sandinista ha manifestado su apoyo incondicional con Rusia en el marco de la invasión rusa de Ucrania de 2022. En marzo, cuando comenzó la invasión, Nicaragua se abstuvo de condenar a Rusia en una resolución de la ONU.
Posteriormente, Estados Unidos impuso otro paquete de sanciones dirigido hacia la empresa minera Eniminas (Empresa Nicaragüense de Minas) y sus exportaciones de oro, sancionando también al presidente de su junta directiva, debido a que promueven las ganancias a sus aliados del sector privado.
En junio de ese año, Ortega autorizó el ingreso de militares y medios rusos a Nicaragua para participar junto con otros países, en operaciones conjuntas con las fuerzas armadas locales en contra de «actividades ilícitas» en espacios marítimos, y de «asistencia humanitaria».
Su administración rechazó condenar la Anexión de Donetsk, Lugansk, Jersón y Zaporiyia a Rusia en una resolución de las Naciones Unidas.
El 2 de febrero de 2023 conmemoró la Batalla de Stalingrado en un mensaje al presidente de la Federación Rusa, Vladímir Putin con la frase «ni un paso atrás».

### Opiniones sobre su estilo de gobierno
Después de las protestas sociales de 2018, diversos analistas, figuras políticas, comité de periodistas y organismos no gubernamentales señalaron a Daniel Ortega de autoritario, y lo compararon con el dictador Anastasio Somoza Debayle que el FSLN derrotó en la denominada revolución Sandinista. En 2019, la Internacional Socialista expulsó al partido FSLN por sus «violaciones a los derechos humanos y valores democráticos» durante las protestas. En una entrevista a la emisora Voz de América, el expresidente de Costa Rica Luis Guillermo Solís, catalogó al gobierno de Daniel Ortega como «una dictadura atroz y criminal que se ha entronizado». Por su parte, el entonces secretario de Estado de los Estados Unidos Mike Pompeo, tildó de «dictador» a Ortega, a quien señaló que busca «redoblar la represión» contra la prensa independiente y opositores. El diario alemán Frankfurter Allgemeine Zeitung mencionó que «Daniel Ortega quiere aferrarse al poder a toda costa. Cada vez se distingue menos el antiguo líder revolucionario del antiguo dictador Anastasio Somoza, al que combatió en su momento».
La Organización de los Estados Americanos (OEA), la Oficina del Alto Comisionado de las Naciones Unidas para los Derechos Humanos (ACNUDH), y la Unión Europea, condenaron la escalada de violencia contra la población y las represiones a la libertad de expresión; por otro lado, exigieron cesar la persecución a periodistas, a la Iglesia católica y oenegés, y pidieron la liberación de todos los «presos políticos». La ONU encomendó al presidente Ortega que restablezca el diálogo con todos los sectores de la sociedad.

### Relaciones con la Iglesia católica
El 7 de julio de 2004 Daniel Ortega, en un acto del FSLN, y en compañía de Bismark Carballo, un sacerdote que había sido desnudado y golpeado en público en 1982, pidió disculpas y, junto a su mujer, Rosario Murillo, se declaró católico. En la campaña electoral siguiente el lema del FSLN fue "Nicaragua, cristiana, socialista y solidaria". Un año antes del triunfo electoral sandinista, Ortega y Murillo contrajeron matrimonio canónico en el seno de la Iglesia católica. La ceremonia fue presidida por el cardenal Miguel Obando y Bravo. Para congraciarse con las autoridades eclesiásticas, Ortega penalizó el aborto terapéutico.
En el contexto de las protestas en Nicaragua de 2018 y cuando los principales empresarios guardaban silencio por ser los principales interlocutores con Ortega para la elaboración de la mayor parte de las leyes aprobadas en Nicaragua, la Conferencia Episcopal de Nicaragua se pronunció en contra del gobierno del FSLN.
Tras las elecciones generales de 2011, en las que Ortega salió reelegido para un segundo periodo presidencial, después de que la Corte Suprema de Justicia declarara que la no reelección de Ortega «violaba los derechos constitucionales» a su persona. Los obispos nicaragüenses hicieron público un comunicado donde advertían que urgía a 

Recuperar el Estado de derecho, en donde el poder está sujeto a la ley. Si no se logra esto, no habrá avance democrático en Nicaragua y se estarán repitiendo continuamente errores del pasado, que podrían conducir al país a mayores divisiones".

Las relaciones entre el gobierno de Ortega y la Iglesia católica se deterioraron notablemente tras protestas de abril de 2018 llegando a niveles similares a los que hubo durante el periodo revolucionario.
El 20 de mayo de 2022, el obispo de Matagalpa, Rolando José Álvarez Lagos, inició un ayuno, oración y exorcismo indefinidos hasta que, según sus declaraciones realizadas en una conferencia de prensa improvisada en la parroquia Santo Cristo de Esquipulas, ubicada en las afueras de Managua, 

finalice el asedio policial que sufre .../... lo que el régimen de Daniel Ortega quiere es una iglesia muda, que no anuncie la esperanza del pueblo .../... y la denuncia del pecado personal y de las estructuras de injusticia. .../... Si la Iglesia callara, las piedras gritarían.

 El gobierno cerró más de diez emisoras locales administradas por la diócesis de Matagalpa. En agosto de 2022, el obispo Rolando José Álvarez Lagos fue confinado a arresto domiciliario tras ser detenido, junto a otras siete personas, en su residencia de Matagalpa, de ellas cuatro sacerdotes y dos seminaristas fueron trasladados a la Dirección de Auxilio Judicial (también conocida por El Chipote), donde se encuentran la mayor parte de los detenidos en las protestas. Los hechos se produjeron tras impedir las fuerzas policiales la celebración de la misa en la catedral de Matagalpa y salir el obispo a exterior para "orar con el Santísimo Sacramento".
La abogada Martha Patricia Molina, integrante del Observatorio Pro Transparencia y Anticorrupción y abogada del obispo manifestó que 

no se puede hablar de detención, porque ni el obispo ni quienes le acompañaban estaban cometiendo ningún delito. Se trata de un secuestro, ya que han detenido a unas personas en contra de su voluntad.

 Martha había presentado el informe “Nicaragua: ¿una iglesia perseguida? (2018-2022)”, que recopilaba 190 ataques a la Iglesia Católica en Nicaragua, bajo el gobierno de Ortega. Desde su triunfo en las elecciones presidenciales, a finales del 2006, ha sido reelegido en dos ocasiones consecutivas, en medio de acusaciones de fraude por parte de la oposición.
En marzo de 2023, el Ministerio de Asuntos Exteriores nicaragüense anunció el cierre de su embajada ante la Santa Sede, así como de la Nunciatura en Managua, lo que pudo valorarse como el paso previo para la ruptura total de relaciones diplomáticas. La justificación a estos hechos fueron las declaraciones que el papa Francisco realizó el 10 de marzo de ese mismo año, en las que cuestionaba abiertamente, por primera vez, los Abuso de autoridad y la represión, que a su juicio, el gobierno de Daniel Ortega llevaba a cabo contra todos los sectores de la sociedad civil. El papa Francisco, en una extensa entrevista a Infobae, manifestó 

—La segunda tiene que ver con Nicaragua. En un primer momento parecía tomársela solamente con los opositores o con aquellos que pensaban diferente; de hecho acaba de expulsar al destierro a 222 opositores. Pero también veo un ataque muy fuerte a la iglesia católica. Echaron al nuncio, ahora prohíben las procesiones de Semana Santa. Y (hay) una frase del mandatario diciendo (que) “los obispos, los curas, los papas, son una mafia”. ¿Qué piensa de esto?

—Con mucho respeto, no me queda otra que pensar en un desequilibrio de la persona que dirige (Daniel Ortega). Ahí tenemos un obispo preso, un hombre muy serio, muy capaz. Quiso dar su testimonio y no aceptó el exilio. Es una cosa que está fuera de lo que estamos viviendo, es como si fuera traer la dictadura comunista de 1917 o la hitleriana del 35, traer aquí las mismas… Son un tipo de dictaduras groseras. O, para usar una distinción linda de Argentina, guarangas. Guarangas.

En agosto de 2023, Ortega suprimió la personalidad jurídica de la Compañía de Jesús en Nicaragua y ordenó expropiar sus bienes, que incluían una universidad y dos colegios. Poco antes ya habían sido congeladas las cuentas bancarias e inmovilizadas las propiedades de la Universidad Centroamericana (UCA), de los jesuitas, bajo la acusación de delitos de «terrorismo» y de «haber transgredido el orden constitucional, el orden jurídico y el ordenamiento que rige las Instituciones de la Educación Superior del país»; acusaciones rechazadas por la Provincia Centroamericana de la Compañía de Jesús.